# Ibrahim Mahama
Mohammed Ibrahim Mahama, född 1987 i Tamale i Ghana, är en ghanansk installationskonstnär.
Ibrahim Mahama utbildade sig i målning och skulptur på Kwame Nkrumah University of Science and Technology i Kumasi i Ghana, med en kandidatexamen 2010 och en magisterexamen 2013. Han hade sin första separatutställning, Purity? Cultures of display i Kumasi i Ghana. Hans första utställning utomlands var Pangaea - New Art from Africa and Latin America på Saatchi Gallery i London 2014.
Hans arbeten behandlar temat arbete och kapital och han använder i sina installationer bland annat använda jutesäckar.
Han har engagerats att delta i delutställningen All The World’s Futures på Venedigbiennalen 2015.